# Форстер, Нил
Нил Милуорд Форстер (англ. Neil Milward Forster, 29 мая 1927, Брентфорд, Мидлсекс, Англия, Великобритания — 8 ноября 2006) — английский и британский хоккеист (хоккей на траве), нападающий.

## Биография
Нил Форстер родился 29 мая 1927 года в британском городе Брентфорд в Англии.
Играл в хоккей на траве за «Ричмонд».
В 1956 году вошёл в состав сборной Великобритании по хоккею на траве на Олимпийских играх в Мельбурне, занявшей 4-е место. Играл на позиции нападающего, провёл 6 матчей, забил 2 мяча в ворота сборной Австралии.
Умер 8 ноября 2006 года.